# Badalucco
Badalucco es una localidad y comune italiana de la provincia de Imperia, región de Liguria, con 1.231 habitantes.

## Evolución demográfica
| Gráfica de evolución demográfica de Badalucco entre 1861 y 2001 |
|                                                                 |
| Fuente ISTAT - elaboración gráfica de Wikipedia                 |